# Charles de Rochefort
Pour les articles homonymes, voir Rochefort.
Charles d'Authier de Rochefort, plus connu sous le nom de Charles de Rochefort, né le 7 juillet 1887 à Port-Vendres, dans les Pyrénées-Orientales et mort le 31 janvier 1952 dans le 8e arrondissement de Paris, est un acteur et réalisateur français qui fut une vedette du cinéma muet.

## Biographie
Charles de Rochefort est le fils de Paul-Charles-Dominique d'Authier de Rochefort (Mostaganem 1848 - Nice 1911), agent de la compagnie générale transatlantique, et de Camille-Caroline-Rose-Félicité Guelfucci, domiciliés à Port-Vendres au moment de sa naissance.
Renonçant à poursuivre des études après l'obtention de son baccalauréat, il travaille brièvement comme courtier en assurances à Paris. Irrésistiblement attiré par le métier de comédien, il quitte cette sécurité matérielle et rompt avec sa famille, que scandalise sa vocation pour les planches jugée déshonorante par son milieu d'origine. Adoptant le pseudonyme de « Jean Misère », il se produit dans les cabarets parisiens comme chansonnier réaliste. Il est distribué dans des petits rôles au théâtre de l'Odéon sous le pseudonyme de Paul Berley. Recruté comme récitant dans un spectacle des œuvres du barde Théodore Botrel, Rochefort participe sous le nom d'Armand Vassy aux tournées de ce programme pendant deux ans. Dans leurs intervalles, il participe à des spectacles de foire. Il échoue au concours d'entrée au Conservatoire en 1906 et 1907.
Répertorié comme étudiant à Oran en 1907, Charles est alors exempté de service militaire. 
En 1908, il produit, scénarise et joue le rôle principal de son premier film muet Le Tango rouge, dans lequel il fait également jouer son ami et colocataire l'affichiste Gaston Girbal. Charles de Rochefort est engagé comme comédien dans différentes productions cinématographiques et, se liant d'amitié avec Max Linder, devient un de ses partenaires habituels. Grand sportif, il est aussi la doublure du grand comique pour les cascades dangereuses, en dépit de leur nette différence de taille. Rochefort joue également des numéros de music-hall, entre autres aux Folies Bergère et à la salle de l'Alhambra. En 1913, il est recruté par Pathé comme directeur artistique d'un ingénieux procédé de représentation lyrique où les artistes miment sur scène un spectacle musical enregistré que diffuse un dispositif d'amplification acoustique mis au point par la firme.
Sa carrière d'acteur débutant est interrompue par la Première Guerre mondiale. Classé bon pour le service actif par le conseil de révision du département de la Seine en novembre 1914, il est incorporé dans l’infanterie en mars 1915. Affecté au 366e régiment d'infanterie, il y est rapidement nommé caporal puis sergent. Cité à l’ordre de la brigade et décoré de la Croix de guerre pour son attitude au feu au début de la bataille de Verdun, Charles de Rochefort est promu sous-lieutenant en mars 1916. Porté disparu lors de l’attaque de Vermandovillers le 5 septembre suivant au cours de la Bataille de la Somme, il est fait prisonnier de guerre et interné au camp de Gütersloh. Rapatrié sanitaire via la Suisse en 1918, il est démobilisé en mars 1919.
Vedette du cinéma muet, il tourne en France, aux États-Unis et en Italie une trentaine de films en tant qu'acteur et une dizaine d'autres en tant que réalisateur. Comparse habituel de Max Linder, il joue aussi sous la direction d'Abel Gance, Léonce Perret et Victor Fleming.
Son rôle le plus prestigieux est celui du pharaon Ramsès II dans la version muette des Dix Commandements réalisée par Cecil B. DeMille en 1923. Il aurait participé à certaines prises de vue du tournage. Il y est crédité sous le nom abrégé de Charles de Roche. Il apparait sous ce nom au générique des films tournés durant sa carrière américaine de 1923 à 1925. Ce changement est une décision artistique et commerciale de Jesse L. Lasky, le patron de la firme Paramount Pictures qui a engagé l'acteur français sous contrat.
En 1936, Rochefort se reconvertit du plateau vers la scène en prenant la direction du théâtre Albert-Ier à Paris, situé 64, rue du Rocher, qu'il rebaptise de son nom, théâtre Charles-de-Rochefort. Il y fait représenter de nombreuses pièces policières et à suspens dont Allô, Police-secours dont il est l'auteur sous le pseudonyme américanisé de Chas D. Strongstone.
De nouveau mobilisé en 1939 et promu capitaine de réserve, il est blessé et fait prisonnier dans les Vosges en 1940 ; son épouse Mary Grant prend alors la direction de la salle, qu'elle assurera jusqu'en 1972 avec son fils Jean Dejoux.
Sous l'Occupation, Charles de Rochefort publie avec l'aide du journaliste Pierre Andrieu un recueil de souvenirs intitulé Le Film de mes souvenirs, secrets de vedettes (Paris, Société parisienne d'édition, 1943, 239 p).

## Filmographie

### En tant qu'acteur
- 1908 : Le Tango rouge (produit et scénarisé par Charles de Rochefort)
- 1911 : Max se marie de Max Linder
- 1911 : Max et sa belle-mère de Max Linder
- 1912 : La Vengeance de Licinius de Georges Denola
- 1912 : La Fin de Robespierre d'Albert Capellani
- 1912 : Le Masque d'horreur d'Abel Gance
- 1912 : Max cocher de fiacre de Max Linder
- 1912 : Max boxeur par amour de Max Linder
- 1913 : Max Linder pratique tous les sports de Max Linder : Willy, l'autre prétendant
- 1913 : La Rivalité de Max de Max Linder
- 1913 : Le Duel de Max de Max Linder
- 1914 : Max, professeur de tango de Max Linder
- 1914 : Max joue le drame de Lucien Nonguet
- 1914 : Mariage forcé de Max Linder
- 1914 : Max et le Commissaire de Max Linder
- 1920 : Marthe de Gaston Roudès
- 1920 : Impéria de Jean Durand
- 1920 : Fille du peuple de Camille de Morlhon : Rivière
- 1920 : L'Empire des diamants de Léonce Perret : Le juge
- 1921 : Gigolette d'Henri Pouctal : Georges de Margemont
- 1922 : Le Roi de Camargue d'André Hugon : Renaud
- 1922 : Le Diamant noir d'André Hugon
- 1922 : L'Homme qui pleure de Louis d'Hee et Louis de Verande
- 1922 : Sous le soleil d'Espagne (The Spanish Jade) de John S. Robertson : Esteban

- 1922 : L'Arlésienne d'André Antoine : Mitifio
- 1923 : Notre-Dame-d'Amour d'André Hugon : Pastorel

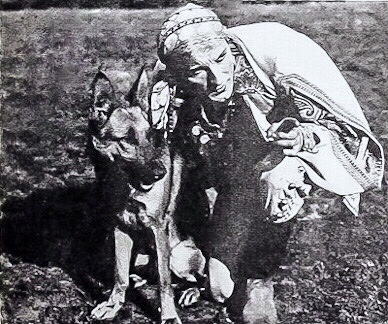
Avec Thunder the Dog dans Justice de Tziganes (1923)

- 1923 : La Faute des autres de Jacques Oliver : James Carle
- 1923 : Justice de Tziganes (The Law of the Lawless) de Victor Fleming : Costa
- 1923 : Hollywood de James Cruze
- 1923 : La Flétrissure (The Cheat) de George Fitzmaurice : Claude Mace alias Prince Rao-Singh
- 1923 : Les Dix Commandements de Cecil B. DeMille : Ramsès II
- 1923 : The Marriage Maker de William C. de Mille : Sylvani
- 1923 : La Dame au ruban de velours de Giuseppe Guarino
- 1924 : Mon homme (Shadows of Paris) de Herbert Brenon : Fernand
- 1924 : La Phalène blanche de Maurice Tourneur : Gonzalo Montrez
- 1924 : Love and Glory de Rupert Julian : Pierre Dupont
- 1925 : La Princesse aux clowns de André Hugon : le clown
- 1925 : Madame Sans-Gêne de Léonce Perret : Lefebvre
- 1930 : Paramount on Parade version française réalisée par lui-même
- 1932 : La Croix du sud d'André Hugon : Aftan

### En tant que réalisateur
- 1930 : Une histoire de cirque (court-métrage)
- 1930 : Fausse alerte (court-métrage)
- 1930 : Une femme a menti
- 1930 : Le Secret du docteur
- 1930 : Paramount en Parade (version française)
- 1930 : Paramount en Parade (version serbe)
- 1930 : Parada Paramount (version roumaine de Paramount on Parade) avec Pola Illéry
- 1930 : Dorville chauffeur (court métrage)
- 1931 : Trois cœurs qui s'enflamment (court-métrage)
- 1931 : Jour de noces (moyen-métrage)
- 1931 : Televisione (comédie italienne)
- 1931 : Par grande vitesse (court-métrage)
- 1931 : Soirée dansante (court-métrage)
- 1931 : Un bouquet de flirts (moyen-métrage)

## Théâtre

### En tant que comédien
- 1936 : Allô, Police-secours de Chas D. Strongstone, mise en scène Charles de Rochefort, théâtre Charles-de-Rochefort
- 1937 : L'Étrange Croisière d'Anne Mariel, mise en scène Charles de Rochefort, théâtre Charles-de-Rochefort
- 1942 : La Tornade de Pierre Maudru, mise en scène Charles de Rochefort, théâtre Charles-de-Rochefort

### En tant que metteur en scène
- 1938 : Frénésie de Charles de Peyret-Chappuis, théâtre Charles-de-Rochefort
- 1946 : Revivre de Jacques de Benac, théâtre Charles-de-Rochefort
- 1946 : Créanciers d’August Strindberg, théâtre Charles-de-Rochefort